# Horst Zündorf
Horst Zündorf (* 1955) ist ein deutscher Ökonom.

## Leben
Nach der Ausbildung (1971–1974) zum Industriekaufmann studierte er von 1976 bis 1982 Wirtschafts- und Sozialwissenschaften an der Universität Duisburg mit den Schwerpunkten Marketing, Organisation und Informatik. Von 1982 bis 1987 war er wissenschaftlicher Mitarbeiter am Lehrstuhl für Rechnungswesen an der Universität Kaiserslautern und am Lehrstuhl für Wirtschaftsprüfung an der Universität des Saarlandes. Nach der Promotion 1987 zum Dr. rer. oec. an der Universität des Saarlandes ist er seit 1994 Inhaber der Professur für betriebswirtschaftliche Steuerlehre und externes Rechnungswesen an der Universität Hamburg.

## Schriften (Auswahl)
- mit Hans-Otto Schenk und Hiltrud Tenbrink: Die Konzentration im Handel. Ursachen, Messung, Stand, Entwicklung und Auswirkungen der Konzentration im Handel und konzentrationspolitische Konsequenzen. Berlin 1984, ISBN 3-428-05618-3.
- Quotenkonsolidierung versus Equity-Methode. Zur Einbeziehung von Gemeinschaftsunternehmen in den Konzernabschluß nach neuem Konzernbilanzrecht. Stuttgart 1987, ISBN 3-8202-0418-0.
- mit Jörg Hausknecht: Expertensysteme im Finanz- und Rechnungswesen. Stuttgart 1989, ISBN 3-8202-0519-5.
- Der Anlagenspiegel im Konzernabschluß. Stuttgart 1990, ISBN 3-8202-0606-X.